# Claude Knowlton
Vous pouvez aider à l'améliorer ou bien discuter des problèmes sur sa page de discussion.
- Il ne cite pas suffisamment ses sources. Vous pouvez indiquer les passages à sourcer avec {{référence nécessaire}} ou {{Référence souhaitée}}, et inclure les références utiles en les liant aux notes de bas de page. (Marqué depuis avril 2024)
- Certaines informations devraient être mieux reliées aux sources mentionnées dans la bibliographie ou les liens externes. Améliorez sa vérifiabilité en les associant par des références. (Marqué depuis avril 2024)

- Archive Wikiwix
- Bing
- Cairn
- DuckDuckGo
- E. Universalis
- Gallica
- Google
- G. Books
- G. News
- G. Scholar
- Persée
- Qwant
- (zh) Baidu
- (ru) Yandex
- (wd) trouver des œuvres sur Wikidata

Pour les articles homonymes, voir Knowlton.
Claude Knowlton est un acteur canadien né le 22 mai 1965 à Rimouski (Canada).

## Biographie
Né à Rimouski, au Québec, Claude Knowlton a étudié à l’Institut de théâtre de Lee Strasberg à Los Angeles.
Il a fait ses débuts dans la pièce de théâtre Arsenic et vieilles dentelles et la pièce musicale Camelot à Palm Springs en Californie. Il a eu la chance de tourner dans une des dernières productions réalisées au fameux théâtre Gene Dynarski pour la pièce de Tchekhov, Les Trois Sœurs.
Claude a habité Los Angeles pendant plusieurs années et a tourné dans plusieurs productions, assurant notamment un rôle récurrent dans la série télévisée Hôpital central et dans la comédie de NBC Caroline in the City, et apparaissant dans plusieurs publicités pour la télévision.
En 1999, Claude déménage à Vancouver, en Colombie-Britannique, où sa carrière commence vraiment. Il joue dans plusieurs séries américaines, et figure dans des publicités télévisées pour des marques comme Heineken, Jaguar, Nissan, ou encore pour les pneus Toyo.
Il apparaît également dans différentes séries télévisées comme First Wave, Stargate SG-1, Seven Days ou The L Word avec Jennifer Beals. Il assure aussi des doublages. En 2006, il s'installe en Ontario où il travaille pour plusieurs sociétés de productions vidéos et de publicité. Claude habite actuellement à Montréal.

## Filmographie

### Cinéma
- 1994 : Emmanuelle, Queen of the Galaxy (en) : Leonardo
- 1995 : Justine: A Private Affair : Simone Pigalle
- 1996 : Justine: In the Heat of Passion : Simon Pigalle
- 1996 : Erotic Confessions: Volume 5 (vidéo) : Marco (épisode "The Driver")
- 1996 : Erotic Confessions: Volume 3 (vidéo) : Marco
- 1997 : The Exotic Time Machine : Al Capone
- 1997 : Anything Once : Justin
- 1997 : The Blue Boy : Steve
- 2003 : Lizzie McGuire, le film (The Lizzie McGuire Movie) : Stage Manager
- 2004 : 2 Frogs in the West : Hotel manager
- 2005 : Edison : Evidence Guard
- 2006 : Connors' War (vidéo) : Carlos

### Télévision
- 1994 : Emmanuelle in Space (en) (Emmanuelle 1: First Contact) (TV) : Martin & Gene
- 1994 : Emmanuelle 5: A Time to Dream (en) (TV) : Raymond
- 2003 : Mob Princess (TV) : Detective Harrow
- 2004 : The L Word (TV, 2 épisodes) : Charlie
- 2006 : Behind the Camera: The Unauthorized Story of 'Diff'rent Strokes' (TV) : Playboy Photographer
- 2006 : Amber's Story (TV) : Detective Davis
- 2018 : A Tale of Two Coreys de Steven Huffaker : Joe Dante